# Anton Sever
Anton Sever, slovenski medaljer in kipar, * 14. junij 1886, Šenčur pri Kranju, † 1965.

## Življenje
Njegov oče je bil doma iz Predjame pri Postojni, mati pa s Planine. Anton se je rodil, ko je oče kot užitniški preglednik služil na Gorenjskem. V družini je bilo 12 otrok. 
Ljudsko šolo je mali Anton obiskoval na Igu, nato pa bil štiri leta (od 1900 do 1906) na oddelku za podobarstvo tedanje Umetno-obrtne strokovne šole v Ljubljani, kjer ga je poučeval Alojzij Gangl. Leta 1904 je odšel v Gradec na tamkajšnjo državno obrtno šolo, nakar je med letoma 1907 in 1912 obiskoval študij graverstva in medaljerstva na Akademiji upodabljajočih umetnosti na Dunaju. Za učitelja je imel profesorja Rudolfa Marschalla. Tam je tedaj študiral tudi Ivo Kerdić, znani hrvaški medaljer. 
Anton Sever je svojega učitelja kmalu dosegel. Že kot študent je dobil na razstavah priznanja in prejel nagrade. Tako je bil že leta 1911 povabljen na svetovno medaljersko razstavo v Bruslju in razstavil tam dve deli. O njegovem prvencu, bronasti medalji Prešerna iz leta 1909, je napisal laskavo poročilo dr. Ivan Prijatelj v Omladini. 
Po prvi svetovni vojni je sprva delal kot svobodni umetnik, dokler ni leta 1920 po opravljenem profesorskem učnem izpitu sprejel službe na ljubljanski Tehnični srednji šoli. Med letoma 1924 in 1941 je vodil umetniško šolo Probuda v Ljubljani, od 1939 dalje pa je bil starešina odseka za kiparstvo, graverstvo in keramiko na TSŠ, kjer je vzgojil dolgo vrsto učencev. Tam je vzgajal mladino 40 let, vse do upokojitve konca avgusta 1960.
Ko se je Sever že bližal 75. rojstnemu dnevu, je vse, kar mu je ostalo od svojih najlepših del, podaril Narodni galeriji. Vsega skupaj je šlo za 63 kosov: 15 bronastih medalj in 11 plaket, 13 kovinskih značk, 7 mavčnih odlitkov, 10 štanc in 7 redukcij.

## Delo
Značilnosti Severjevega dela so nenavadno obvladovanje tehnike, zanesljiv prijem, čistost obrisov, smotrna kompozicija in globoko znanje ter dober okus. Posebne finese je dosegal v perspektivni gradnji. Zgledno je znal vkomponirati predmet v dani prostor, pronicljivo je znal tudi podati poglobljen psihološki izraz portretov. Posebno mojstrstvo je dosegel v portretiranju en face.  

## Znana dela

### Študentska dela
- France Prešeren (1909)
- Slepec
- Ivan Prijatelj
- Starka
- Primož Trubar
- Simon Gregorčič

### Plakete en face
- Tast (1923)
- Dr. Šlajmer (1923)
- Ivan Hribar (1931)
- Karla Bulovčeva (1933)
- Saša Šantel (1943)

### Profilni portreti
- Primičeva Julija (1951)
- Rudolf Maister (1954)
- Josip Plemelj (1954)
- Marjetica (1956)

## Razstave
- Svetovna medaljerska razstava, Bruselj, 1911
- Jugoslovanska umetnostna razstava, Beograd, 1922
- Mednarodna medaljerska razstava, New York, 1924,
- Mednarodna medaljerska razstava, Varšava, 1926
- Slovanska medaljerska razstava, Lwow, 1931